# Ingemar Eriksson (fotbollsspelare)
Stig Ingemar "Ögat" Eriksson, född 9 maj 1929 i Örgryte församling, död 22 november 1997 i Göteborgs Annedals församling, var en svensk fotbollsspelare som åren 1949–1954 spelade för Gais och tog SM-guld med klubben 1954.

## Karriär
Eriksson var en egen produkt i Gais, och debuterade i A-laget säsongen 1949/1950, då det blev en match i allsvenskan. Han var en kraftfull och placeringssäker stopper, en frän "centerdödare" som var både snabb och brytningsskicklig. När Gunnar Johansson efter VM 1950 lämnade Gais för proffslivet ersatte Eriksson honom som centerhalv i Gais. Han var sedan ordinarie i klubben till och med guldsäsongen 1953/1954. Säsongen därpå hann han bara spela fyra matcher för Gais under hösten innan han, likt Stig Andersson före honom och Sanny Jacobsson efter honom, lockades över till storsatsande IK Oddevold i dåvarande division III. Totalt spelade han 91 matcher för Gais i allsvenskan (inga mål). För Oddevold spelade han 41 matcher och gjorde två mål innan han slutade säsongen 1957/1958. Han spelade också en B-landskamp för Sverige, mot Danmark 1951 (4–1).
I samband med övergången till Oddevold sade han i en öppenhjärtig intervju att han tyckte att elitfotbollen var "genomrutten":
| ”                         | Någon verklig kamratanda existerar inte. Grabbarna känner sig aldrig säkra på sina platser i laget, inte ens då de själva vet med sig att de är i gott slag. Risken för att de "nyinköpta" spelarna pockar på en plats i laget vilar alltid över spelaren, och laget kommer alltid i sista hand då en ledares eventuella prestige är i fara. | „ |
| – Ingemar Eriksson, 1954. | |   |

Han menade vidare att de allt större betalningar som spelarna fick rimmade illa med idrottens ideal, och ville se en större omändring inom den svenska elitfotbollen för att spelarna bättre skulle trivas.
Eriksson är gravsatt i minneslunden på Sigelhults kyrkogård i Uddevalla kommun.